# یواس‌اس هلنا (اس‌اس‌ان-۷۲۵)
یواس‌اس هلنا (اس‌اس‌ان-۷۲۵) (به انگلیسی: USS Helena (SSN-725)) یک زیردریایی است که طول آن ۱۱۰٫۳ متر (۳۶۱ فوت ۱۱ اینچ) می‌باشد. این زیردریایی در سال ۱۹۸۶ ساخته شد.